# Papa en a deux
Pour plus de détails, voir Fiche technique et Distribution.
Papa en a deux (Every Home Should Have One) est un film anglais de comédie réalisé par Jim Clark et sorti le 5 mars 1970.

## Synopsis
Un publicitaire est chargé par son patron de trouver une nouvelle image « sexy » pour le porridge glacé de Mme McLaughlin. Alors que sa femme mène une campagne télévisée de « nettoyage » moral organisée par le vicaire local, il a une liaison avec la jeune fille au pair.
Les différentes campagnes de publicité pour la bouillie deviennent de plus en plus extrêmes, la plus représentative étant la campagne « Boucles d'or et les Trois Ours ». Celle-ci donne lieu à une campagne secondaire où est recherchée une « Mademoiselle Boucles d'Or ».

## Fiche technique
- Réalisation : Jim Clark
- Scénario : Herbert Kretzmer et Milton Shulman (en)
- Musique : John Cameron
- Directeur artistique : Roy Stannard
- Directeur de la photographie : Ken Hodges (en)
- Producteur : Ned Sherrin (en)
- Société de production : British Lion Film Corporation (British Lion Films Ltd)
- Société de distribution : British Lion Film Corporation
- Pays d'origine : Royaume-Uni
- Langue : anglais
- Format : Couleur (Eastmancolor)  — 35 mm — Son : mono
- Genre : Comédie
- Durée : 94 minutes
- Dates de sortie : 
  - 5 mars 1970 (Londres, Angleterre)
  - 7 juin 1978 (France)

## Distribution
- Marty Feldman : Teddy Brown
- Judy Cornwell : Liz Brown
- Garry Miller : Richard Brown, leur fils
- Shelley Berman : Nat Kaplan
- Hy Hazell : Mrs. Kaplan
- Julie Ege : Inga Giltenburg
- Penelope Keith (en) : Lotte von Gelbstein
- Moray Watson : Chandler
- Jack Watson : McLaughlin
- Mark Elwes : Rokes
- Harold Innocent (en) : Jimpson
- Dinsdale Landen (en) : Reverend Geoffrey Mellish
- John McKelvey : Colonel Belper
- Charles Lewsen : Arthur Soames
- Maggie Jones (en) : Hetty Soames
- Frances de la Tour : Maude Crape
- Patrick Cargill : Wallace Trufitt, MP
- Patience Collier (en) : Mrs. Monty Levin
- Annabel Leventon (en) : secrétaire de Chandler
- Sarah Badel : Joanna Snow
- John Wells (en) : Tolworth
- Michael Bates : Magistrat
- Dave Dee (en) : « vedette du mercredi »
- Judy Huxtable (en) : héroïne de Frankenstein

## Sur le film
Le concept du film repose sur une moquerie de la campagne menée par Mary Whitehouse à propos d'étalage de sexe dans la publicité et dans d'autres domaines. Certaines séquences, comme celle où le conseil paroissial qui regarde des programmes entiers par lesquels il se sent offensé, et compte tous les incidents offensants, parodient le comportement puritain de Mary Whitehouse à l'époque.
Le film est sorti aux États-Unis (cinéma et en vidéo) sous le titre Think Dirty.
Le film est connu aussi en français sous le titre Vous n'y résisterez pas!.

## Production
Le film a été tourné dans les studios de Shepperton en Angleterre.
Les titres et les séquences animées du film ont été fournis par Richard Williams. La chanson thème du film, Every Home Should Have One, a été composée par John Cameron, Caryl Brahms (en) et Ned Sherrin (en), arrangée par Alan Tew (en), produite par Jackie Rand, et chantée par Millicent Martin (en). La chanson est sortie en single pour promouvoir le film.

## Réception
Le film a été l'un des films les plus populaires de 1970 au box-office britannique.